# استیو هلی
استیو هلی (انگلیسی: Steve Hely) فیلم‌نامه‌نویس اهل ایالات متحده آمریکا است.
او در مجموعه‌های تلویزیونی مانند برنامه آخر وقت با دیوید لترمن ، ۳۰ راک و اداره فعالیت داشته است.